# Papa Ștefan al IX-lea
Papa Ștefan al IX-lea (în germană Stephan IX.), (n. 1000, Ducatul Lorena, Regatul Franței – d. 29 martie 1058, Florența, Sfântul Imperiu Roman) a fost cel de al șaselea papă german al Romei (1057-1058) (numele laic: Frederic de Lotharingia). Era fratele Ducelui de Lotharingia Inferioară, Godefroy al III-lea.